# Direktfärgämne
Direktfärgämne eller substantivt färgämne, en typ av färgämne som färgar direkt, d.v.s. utan att betmedel behöver användas.
Direktfärgämnena färgar först och främst cellulosafibrer, men vissa ämnen kan även färga protein och polyamid. Bästa resultat erhålls om man använder färgämnena tillsammans med en färgbadstillsats av natriumklorid eller natriumsulfat. Ämnenas ljus- och tvättbeständighet varierar från mycket dåliga till medelmåttiga och goda.
De tillhör den stora gruppen azolfärgämnen och är vattenlösliga. Första framställningen skedde 1884 och de är relativt billiga att tillverka.
Eftersom färgämnesgruppen innehåller både etsbara och etsbeständiga färgämnen så är de lämpliga för etstryck.